# Cristian Núñez
Cristian David Núñez Morales (Villa Hayes, 20 settembre 1997) è un calciatore paraguaiano, centrocampista del Flamurtari Valona.

## Caratteristiche tecniche
È un centrocampista difensivo.

## Carriera

### Club
Nato in Paraguay ma trasferitosi in Argentina all'età di otto anni, Núñez ha iniziato a giocare a calcio nel settore giovanile del Los Andes per poi tornare in Paraguay a sedici anni dove ha debuttato in quarta divisione con la Juventud Loma Pytá.
Nel 2016 è entrato a far parte del settore giovanile del Vélez Sarsfield, con cui ha debuttato il 14 maggio 2018 nell'incontro di Primera División pareggiato 1-1 contro l'Argentinos Juniors. Il 2 luglio seguente ha firmato il suo primo contratto professionistico.
Il 28 agosto 2020 ha rescisso il contratto di comune accordo con il club biancoblu e pochi giorni dopo ha firmato con il Lanús. Impiegato principalmente con la squadra riserve, ha debuttato il 25 novembre nell'incontro di Coppa Sudamericana perso 2-1 contro il Bolívar. L'11 febbraio 2021 è stato ceduto in prestito al Platense e nel giugno seguente, con la stessa formula, è passato al Sol de América.
Riscattato dal club paraguaiano nel luglio del 2022, nel gennaio del 2023 ha firmato con il Godoy Cruz dove ha giocato 30 incontri stagionali perlopiù da subentrante. Nel gennaio del 2024 è stato ceduto al Tacuary ma dopo soli due mesi ha rescisso il contratto ed è passato al  Banfield.

### Nazionale
Nel 2020 ha partecipato con il Paraguay Under-23 al Torneo Pre-Olimpico CONMEBOL.

## Statistiche

### Presenze e reti nei club
Statistiche aggiornate al 26 giugno 2024.
| Stagione        | Squadra         | Campionato      | Campionato | Campionato | Coppe nazionali | Coppe nazionali | Coppe nazionali | Coppe continentali | Coppe continentali | Coppe continentali | Altre coppe | Altre coppe | Altre coppe | Totale | Totale | Totale |
| Stagione        | Squadra         | Comp            | Pres       | Reti       | Comp            | Pres            | Reti            | Comp               | Pres               | Reti               | Comp        | Pres        | Reti        | Pres   | Reti   |        |
| --------------- | --------------- | --------------- | ---------- | ---------- | --------------- | --------------- | --------------- | ------------------ | ------------------ | ------------------ | ----------- | ----------- | ----------- | ------ | ------ | ------ |
| 2017-2018       | Vélez Sarsfield | PD              | 1          | 0          | CA              | 0               | 0               | -                  | -                  | -                  | -           | -           | -           | 1      | 0      |        |
| 2018-2019       | Vélez Sarsfield | PD              | 0          | 0          | CA+CdL          | 0+1             | 0               | -                  | -                  | -                  | -           | -           | -           | 1      | 0      |        |
| 2019-2020       | Vélez Sarsfield | PD              | 1          | 0          | CA              | 0               | 0               | -                  | -                  | -                  | -           | -           | -           | 1      | 0      |        |
| 2020            | Lanús           | PD              | 0          | 0          | CA+CM           | 0               | 0               | CS                 | 1                  | 0                  | -           | -           | -           | 1      | 0      |        |
| 2021            | Platense        | DP              | 2          | 0          | CdL             | 0               | 0               | -                  | -                  | -                  | -           | -           | -           | 0      | 0      |        |
| 2021            | Sol de América  | DP              | 4          | 0          | CP              | 0               | 0               | -                  | -                  | -                  | -           | -           | -           | 4      | 0      |        |
| 2022            | Sol de América  | PD              | 35         | 0          | CP              | 0               | 0               | CS                 | 1                  | 0                  | -           | -           | -           | 36     | 0      |        |
| 2023            | Godoy Cruz      | PD              | 20         | 0          | CA+CdL          | 0+10            | 0               | -                  | -                  | -                  | -           | -           | -           | 30     | 0      |        |
| 2024            | Tacuary         | DP              | 5          | 0          | CP              | 0               | 0               | -                  | -                  | -                  | -           | -           | -           | 5      | 0      |        |
| 2024            | Banfield        | PD              | 5          | 0          | CA+CdL          | 2+6             | 0               | -                  | -                  | -                  | -           | -           | -           | 13     | 0      |        |
| Totale carriera | Totale carriera | Totale carriera | 73         | 0          |                 | 19              | 0               |                    | 2                  | 0                  |             | -           | -           | 94     | 0      |        |